# 녜엥가투어

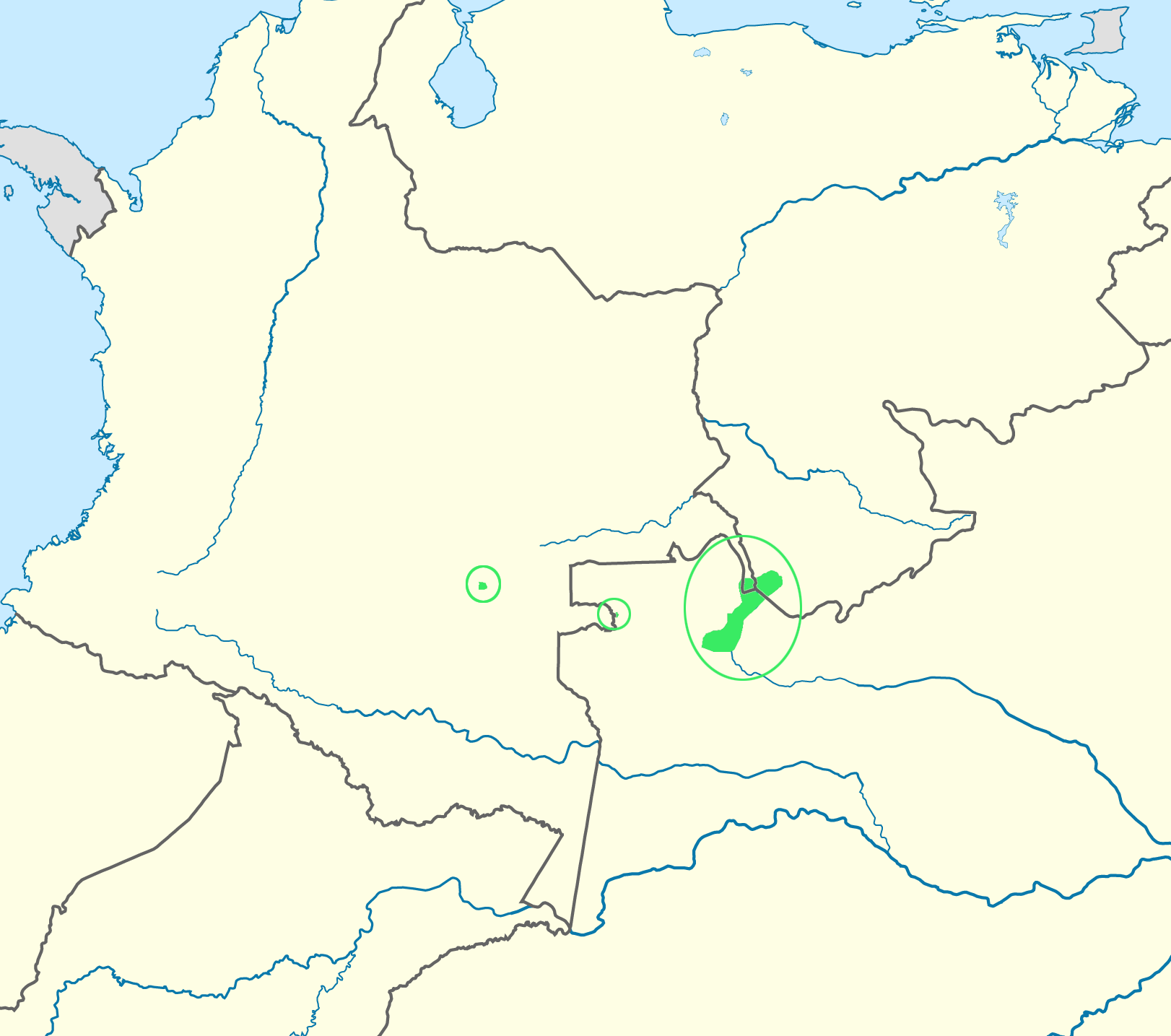

녜엥가투어(Nheengatu, 투피어: [ɲɛʔɛ̃ŋaˈtu]) 또는 네녱가투어(Nenhengatu)는 투피과라니어족에 속하는 언어이다. "현대 투피어"나 "아마존 투피어"라는 표현도 사용되며, 브라질에서는 아마존 공통어(Língua Geral Amazônica)라는 이름으로도 알려져 있다.
여러 변이형이 있는데 크게 네그루강 유역 특히 아마조나스주의 상 가브리엘 다 카쇼에이라(São Gabriel da Cachoeira)에서 바리와족, 바레족, 와레케나족이 사용하는 Yẽgatu, 아마조나스주의 Baixo Amazonas 지역에서 사테레마웨족, 마라구아족, 무라족이 사용하는 정통 Nheengatú, 타파조스강의 Baixo Rio Tapajós에서 사용되는 Nheengatu tapajoawara가 있다. 파라주의 원주민 공동체에서도 언어 부활 운동이 벌어지고 있다.
본래 바히아의 해안 지역에 살다가 포르투갈 세력을 피해 아마존 우림 내로 도망친 투피남바족의 일파가 쓰던 투피어 방언에서 자연스럽게 발전하였다. 투피남바족은 정착한 아마존 지역에서 정복 민족이 되어 이들의 언어는 토착 원주민 사이에서 공통어의 지위를 가지게 되었다. 17세기 말에서 18세기 초까지 투피남바어는 아마존 지역의 공용어로 확립되었으나 포르투갈이 아마존까지 개척하기 시작한 이래로 포르투갈어의 영향력에 크게 밀려났다.

## 같이 보기
- 투피어
- 링구아 제랄
- 카베사 두 카쇼루